# Східноафриканські мангри
Східноафриканські мангри (ідентифікатор WWF: AT1402) — афротропічний екорегіон мангрових лісів, розташований на узбережжі Індійського океану в Східній Африці.

## Географія
Екорегіон східноафриканських мангрів простягається вздовж узбережжя Індійського океану та Мозамбіцької протоки через територію південно-східного Сомалі, Кенії, Танзанії та Мозамбіку. Він охоплює вузьку прибережну смугу, що періодично затоплюється водами океану під час припливів. Максимальна різниця між рівнями відпливу та припливу в Танзанії становить 3,2-3,5 м, а в Мозамбіку — 5,6 м. Біогеографічно східноафриканські мангри пов'язані із західним берегом Мадагаскару та з Південною Африкою.
Загалом мангрові зарості належать до двох категорій: ті, що ростуть уздовж океанічного узбережжя, та ті, що ростуть у захищених гирлах річок, передусім в дельтах. Приморські мангри часто зустрічаються на ділянках узбережжя, де в океан потрапляє значна кількість підземних вод, достатня для локального зниження рівня солоності, як це було виявлено в лісі Міда-Крік та на архіпелазі Ламу. Мангрові ліси, що ростуть в гирлах річок, простягаються далеко вглиб суходолу, досягаючи місцевостей з різними природно-кліматичними умовами, що сприяє їх більшому біорізноманіттю. Найбільші масиви мангрових лісів регіону ростуть між річками Пунгве та Саве в Мозамбіку, де вони простягаються на 50 км вглиб суходолу. Лісовий намет в цих манграх розташований на висоті 30 м над землею. Серед інших річок, в гирлах яких поширені мангрові зарості, слід відзначити Тану і Сабакі в Кенії, Руфіджі і Рувуму в Танзанії та Замбезі і Лімпопо в Мозамбіку. На більшій частині центрального та північного узбережжя Мозамбіку розвиток мангрових заростей гальмується частими циклонами, а на північному кінці екорегіону, в Сомалі, — апвелінгом (підйомом холодних водних мас з глибин океану до поверхні).

## Клімат
На більшій частині регіону переважає саванний клімат (Aw за класифікацією кліматів Кеппена). З квітня по жовтень в регіоні дмуть південно-східні мусони, що приносять з собою сильні зливи та високі хвилі, а протягом решти року з Індійського океану дмуть північно-східні мусони. Значний вплив на клімат регіону також здійснює тепла Мозамбіцька течія. Середньорічна кількість опадів в регіоні коливається від 750 до 1500 мм, причому найбільша кількість опадів спостерігається у південно-східній Кенії та північно-східній Танзанії.

## Флора
Порівняно з центральноафриканськими манграми, поширеними на узбережжі Гвінейської затоки, східноафриканські мангри вирізняються більшим видовим різноманіттям, хоча загальна площа цього екорегіону є меншою. Видовий склад центральноафриканських та східноафриканських мангрів також відрізняється: мангри Східної Африки містять спільні види з іншими мангровими екорегіонами Індійського океану, тоді як мангри Центральної та Західної Африки близькі за видовим складом до мангрів Америки. Загалом в екорегіоні східноафриканських мангрів зустрічається вісім типів мангрових заростей, розподіл яких залежить від солоності води, рівня ґрунтових вод, кислотності ґрунту та вмісту в ньому кисню. На піщаних ґрунтах переважно ростуть білі мангри (Avicennia marina), на мулистих ґрунтах уздовж річок та струмків — азійські мангри (Rhizophora mucronata), на сухих ділянках — шпорові мангри (Ceriops tagal), а на вологих ділянках — східні мангри (Bruguiera gymnorhiza). На межі суші та солонуватої води ростуть білоцвіті чорні мангри (Lumnitzera racemosa) та гранатові мангри (Xylocarpus granatum). Білі соннератії (Sonneratia alba) часто виступають як піонерний вид, що росте на відкритому узбережжі, а тюльпанові мангри (Heritiera littoralis) та різні види бругієр (Bruguiera spp.) ростуть за ними.

## Фауна
Завдяки високій продуктивності та наявності захищених ділянок, необхідних для мальків риб, креветок та інших морських організмів, східноафриканські мангри, поширені вздовж океанічного узбережжя, збільшують біорізноманіття сусідніх природих середовищ, таких як коралові рифи, які самі по собі є бідні на поживні речовини, та які, у свою чергу, захищають мангри, пом'якшуючи руйнівну діяльність хвиль. Великі масиви мангрових лісів, що ростуть у дельтах великих річок, є важливим місцем відпочинку та зимівлі для багатьох мігруючих птахів. Крім того, мангри екорегіону відіграють важливе екологічне значення для багатьох інших видів тварин, зокрема для дюгонів, морських черепах та дельфінів.
Серед морських черепах, що відвідують східноафриканські мангри, слід відзначити зелену черепаху (Chelonia mydas), біссу (Eretmochelys imbricata) та оливкову черепаху (Lepidochelys olivacea). Ці тварини відкладають яйця в гирлах деяких річок на північному сході Кенії, південному сході Танзанії та сході Мозамбіку. Хоча дюгоні (Dugong dugon) частіше асоціюються з підводними луками, на яких росте морська трава, ці рідкісні морські ссавці, яким загрожує зникнення, також зустрічаються у водах регіону.
Мангрові ліси дельти Руфіджі є важливим місцем зимування для багатьох перелітних водно-болотних птахів, таких як червоногруді побережники (Calidris ferruginea), малі побережники (Calidris minuta), крабоїди (Dromas ardeola), рожеві крячки (Sterna dougallii) та каспійські крячки (Hydroprogne caspia). Ці мангри є місцем проживання для африканських лелек-танталів (Mycteria ibis), діадемових рибалочок (Corythornis cristatus) та майже ендемічних мангрових альціонів (Halcyon senegaloides), а також для нільських крокодилів (Crocodylus niloticus), звичайних бегемотів (Hippopotamus amphibius), блакитних мартишок (Cercopithecus mitis) та плямистошиїх видр (Hydrictis maculicollis). На окраїнах мангрових боліт пасуться деякі види антилоп, саванні слони (Loxodonta africana) та африканські буйволи (Syncerus caffer).
Мангрові ліси, поширені на архіпелазі Базаруто в Мозамбіку, існують у тісній взаємодії з іншими природними середовищами — кораловими рифами, луками морської трави, скелястими припливними зонами та дюнними лісами. Ці мангри забезпечують існування великих популяцій морських черепах та морських ссавців, що перебувають під загрозою зникнення, зокрема найбільшої популяції дюгонів у Східній Африці. В дельті Замбезі у Мозамбіку відбувається масштабний вилов креветок, а у морських водах навколо неї зустрічається багато великих акул, горбатих китів (Megaptera novaeangliae) та дельфінів.

## Збереження
Серед міст, розташованих в екорегіоні, слід відзначити Ламу, Малінді та Момбасу в Кенії, Тангу в Танзанії, а також Келімане, Бейру, Іньяссоро, Віланкуло та Машіше в Мозамбіку. Протягом тисячоліть люди вирубували мангрові ліси на деревину та паливо, а також для отримання дубильних речовин із мангрової кори задля використання їх як консервантів. Великі площі мангрів екорегіону були таким чином знищені або значно деградували. Мангрові зарості розчищаються під рисові поля, аквакультуру та будівництво. В них потрапляють неочищені сільськогосподарські відходи та стічні води, а також пестициди, промислові та інші відходи, що скидають у річки. Широкомасштабне знищення мангрових заростей призвело до замулення коралових рифів та берегової ерозії. Крім того, зростаючу загрозу становить підвищення рівня моря, спричинене зміною клімату.
Оцінка 2017 року показала, що 843 км², або 45 % екорегіону, є заповідними територіями. Природоохоронні території включають: Морський національний парк Ватаму, національний парк Кісіте-Мпунгуті та Морський заповідник Рас-Теневі в Кенії, Морський парк острова Мафія, Національний парк Джозані-Чвака-Бей та Національний парк Саадані в Танзанії, а також Національний парк архіпелагу Базаруто та Мисливський резерват Марромеу в Мозамбіку.